# Tapinoma pallipes
Tapinoma pallipes är en myrart som beskrevs av Smith 1876. Tapinoma pallipes ingår i släktet Tapinoma och familjen myror. Inga underarter finns listade i Catalogue of Life.